# Pagani Utopia
Pagani Utopia (Пагáні Утóпія) - середньомоторний спортивний автомобіль створений італійською автобудівельною компанією Pagani . Він був в розробці під кодовою назвою «C10» і представлений 12 вересня 2022 року в Театрі Lirico в Мілані.  Це третя модель автомобілів від Pagani, що прийшла на зміну Pagani Huayra, з збільшеною потужністю та опцією механічної коробки передач. Загалом заплановано 99 екземплярів моделі купе з можливими трековими варіантами.  Усі 99 автомобілів вже були заразервовані замовниками.

## Розробка
Pagani Utopia була в розробці впродовж  шести років і мала вісім готових прототипів. Три з них були створені для випробовування нових двигунів, які тривали близько двох років. Всього було виготовлено дванадцять моделей, десять у масштабі 1:5, і дві у масштабі 1:1. 

## Технічні Характеристики
Підвіска Utopia з кованого алюмінію на подвійних поперечних важелях базувалася на досвіді накопиченому під час розробки трекової Huayra R. Повністю новий 6-літровий двигун V12, з двума турбонагнітачами, тепер має потужність в 852 к.с. (635кВт) при 6000 обертів на хвилину. Суха вага двигуна становить 262 кілограми. Pagani створювали абсолютно нову 7-ступневу коробку передач разом з компанією Xtrac. Вона доступна в механічному і роботизованому варіантах, з’єднується з електро-механічним диференціалом за допомогою три-пластинового зчеплення.

## Використані Джерела
1. ↑  Pagani Utopia. pagani.com. Процитовано 13 вересня 2022.
2. ↑  World premiere of the new Pagani Utopia. pagani.com. Процитовано 13 вересня 2022.
3. ↑  Pagani Utopia bucks hybrid trend. adelaidenow.com.au. Процитовано 15 липня 2022.
4. ↑  Pagani Utopia Technical Contents (PDF). pagani.com. Процитовано 13 вересня 2022.